# Nik Hartmann

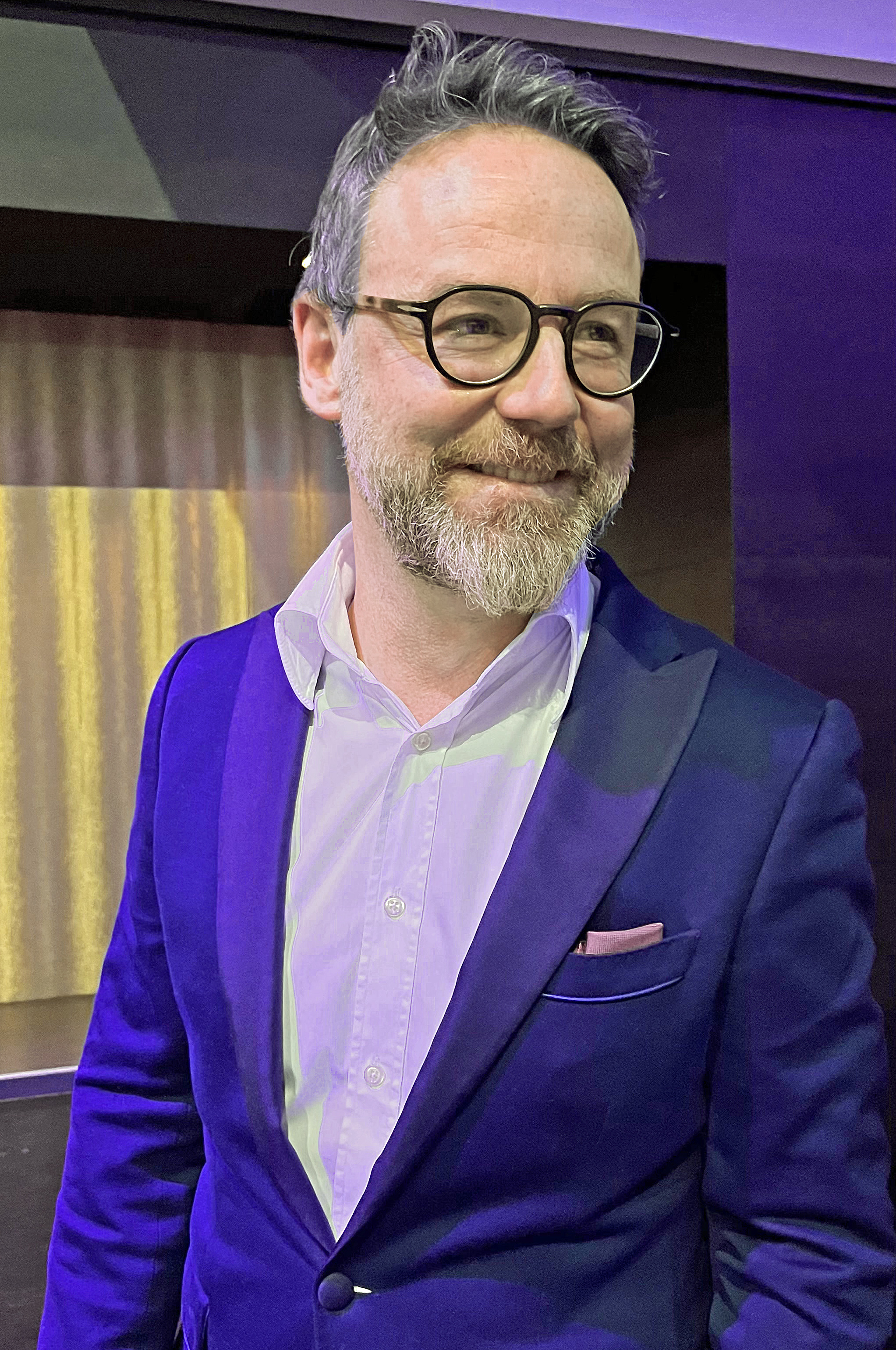
Nik Hartmann (2024)

Nik Hartmann (* 1. Juni 1972 in Burgdorf, bürgerlich Dominik-Marc Hartmann, heimatberechtigt in Ziefen) ist ein Schweizer Fernseh- und Radiomoderator und Produzent.

## Leben
Nik Hartmann ist im Emmental und am Zugersee aufgewachsen und lebt in Buonas. Nach abgebrochenem Jura-Studium an der Universität Bern wurde er 1996 Moderator und Redaktor bei Radio extraBERN und Radio 24. Von 1999 bis Ende Juni 2020 arbeitete er für das Schweizer Radio und Fernsehen (SRF). Seit 1. Juli 2020 ist Hartmann zusammen mit Miriam Martino Co-Leiter Eigenproduktionen TV National bei CH Media. Ab Oktober 2025 kehrt er mit der Moderation der Fernsehsendung „Happy Day“ zum SRF zurück, bisher moderiert von Röbi Koller und Co-Moderatorin Kiki Maeder, welche Co-Moderatorin bleiben wird.
Beim Schweizer Fernsehen begann er 2005 mit dem Fensterplatz, ab 2007 moderierte er die Sendereihe SRF bi de Lüt. Besonders mit der Sendung Über Stock und Stein, in der er mit seiner Hündin «Jabba» († 2011) durch die Schweiz wanderte, hat er sich einen Namen gemacht. 2012 bis 2014 war er Moderator der Sendung Gipfelstürmer auf SF 1. 2019 wanderte er zusammen mit seinem Team und dem Border Collie Oshkosh während 30 Tagen von Vaduz auf der Via Alpina bis nach Montreux. Sieben Episoden wurden unter dem Titel SRF bi de Lüt Wunderland Spezial – Via Alpina ab Mai 2019 auf SRF 1 erstmals ausgestrahlt.
Er ist Inhaber der «Hartmann Medienmacher GmbH».
Von 2003 bis 2009 war Nik Hartmann ständiges Mitglied der Schlagergruppe «Die Pissnelken».
Von 1999 bis März 2018 war Hartmann Moderator bei Radio SRF 3. 2009 bis 2015 sendete er für die Benefizaktion Jeder Rappen zählt von Radio SRF 3, Schweizer Fernsehen und Glückskette sechs Tage lang aus einem gläsernen Radiostudio auf dem Berner Bundesplatz (2009, 2010 und 2015) und Luzern beim Europaplatz (2011, 2012 und 2014). Nach zweijähriger Pause moderierte er 2018 noch einmal die letzte Ausgabe von Jeder Rappen zählt in Luzern.
Seit 2010 engagiert er sich als Botschafter von SolidarMed für die Gesundheit der Menschen in abgelegenen Regionen Afrikas.
Seit 2013 leiht er der Figur «Oaken» in der Deutschen Version der Disney-Animationsfilmen Frozen von The Walt Disney Company seine Stimme als schrulliger Ladenbesitzer.
Zudem ist er Mitglied des Berghilferates der Schweizer Berghilfe und engagiert sich im Ausschuss der Stiftung Cerebral für Menschen mit cerebraler Beeinträchtigung.
Bei der Verleihung des Schweizer Fernsehpreises 2010 gewann Hartmann in der Kategorie «Star». Er erhielt die meisten Publikumsstimmen und gilt als beliebtester Moderator der Schweiz.
2016 gewann er den bronzenen Schweizer Journalistenpreis in der Kategorie «Gesellschaft».
Nik Hartmann ist verheiratet und Vater von drei Söhnen.

## Werke
- Über Stock und Stein. Souvenir Schweiz. Edition Fona 2009, ISBN 3-03780-379-7.
- CD Rüedu, die Homestory. Kein & Aber Records 2001, ISBN 3-0369-1201-0.
- CD Ramseyer – Sommersitcom. DRS 3 2002
- „Frozen“ The Walt Disney Company, deutsche Synchronstimme von Oaken